# Sistema Cronquist
El sistema Cronquist va ser desenvolupat per Arthur John Cronquist en els seus texts: An Integrated System of Classification of Flowering Plants (1981) i The Evolution and Classification of Flowering Plants (1988).
El sistema es basa en criteris mofològics, anatòmics i químics i ignora els descobriments de la genètica molecular, classifica les fanerògames en dos extenses classes: els Magnoliòpsides (Dicotiledònies) i les Liliòpsides (Monocotiledònies), situant tots els ordres agrupats en subclasses.
Amb tot, la majoria de sistemàtics actualment es decanten l'ordenació del Grup per a la filogènia de les angiospermes, conegut com APG, per organitzar el nou edifici taxonòmic dels Magnoliofitins. Actualment (maig de 2021) s'utilitza la quarta versió, APG IV.
El sistema, tal com queda establert en la seva obra An Integrated System of Classification of Flowering Plants (1981) és:

## ClasseMagnoliopsida
1. Subclasse Magnoliidae
  1. Ordre Magnoliales
    1. Winteraceae
    2. Degeneriaceae
    3. Himantandraceae
    4. Eupomatiaceae
    5. Austrobaileyaceae
    6. Magnoliaceae
    7. Lactoridaceae
    8. Annonaceae
    9. Myristicaceae
    10. Canellaceae

  2. Ordre Laurales
    1. Amborellaceae
    2. Trimeniaceae
    3. Monimiaceae
    4. Gomortegaceae
    5. Calycanthaceae
    6. Idiospermaceae
    7. Lauraceae
    8. Hernandiaceae

  3. Ordre Piperales
    1. Chloranthaceae
    2. Saururaceae
    3. Piperaceae

  4. Ordre Aristolochiales
    1. Aristolochiaceae

  5. Ordre Illiciales
    1. Illiciaceae
    2. Schisandraceae

  6. Ordre Nymphaeales
    1. Nelumbonaceae
    2. Nymphaeaceae
    3. Barclayaceae
    4. Cabombaceae
    5. Ceratophyllaceae

  7. Ordre Ranunculales
    1. Ranunculaceae
    2. Circaeasteraceae
    3. Berberidaceae
    4. Sargentodoxaceae
    5. Lardizabalaceae
    6. Menispermaceae
    7. Coriariaceae
    8. Sabiaceae

  8. Ordre Papaverales
    1. Papaveraceae
    2. Fumariaceae
2. Subclasse Hamamelidae [sic: correctament Hamamelididae]
  1. Ordre Trochodendrales
    1. Tetracentraceae
    2. Trochodendraceae

  2. Ordre Hamamelidales
    1. Cercidiphyllaceae
    2. Eupteleaceae
    3. Platanaceae
    4. Hamamelidaceae
    5. Myrothamnaceae

  3. Ordre Daphniphyllales
    1. Daphniphyllaceae

  4. Ordre Didymelales
    1. Didymelaceae

  5. Ordre Eucommiales
    1. Eucommiaceae

  6. Ordre Urticales
    1. Barbeyaceae
    2. Ulmaceae
    3. Cannabaceae
    4. Moraceae
    5. Cecropiaceae
    6. Urticaceae

  7. Ordre Leitneriales
    1. Leitneriaceae

  8. Ordre Juglandales
    1. Rhoipteleaceae
    2. Juglandaceae

  9. Ordre Myricales
    1. Myricaceae

  10. Ordre Fagales
    1. Balanopaceae
    2. Ticodendraceae
    3. Fagaceae
    4. Nothofagaceae
    5. Betulaceae

  11. Ordre Casuarinales
    1. Casuarinaceae
3. Subclasse Caryophyllidae
  1. Ordre Caryophyllales
    1. Phytolaccaceae
    2. Achatocarpaceae
    3. Nyctaginaceae
    4. Aizoaceae
    5. Didiereaceae
    6. Cactaceae
    7. Chenopodiaceae
    8. Amaranthaceae
    9. Portulacaceae
    10. Basellaceae
    11. Molluginaceae
    12. Caryophyllaceae

  2. Ordre Polygonales
    1. Polygonaceae

  3. Ordre Plumbaginales
    1. Plumbaginaceae
4. Subclasse Dilleniidae
  1. Ordre Dilleniales
    1. Dilleniaceae
    2. Paeoniaceae

  2. Ordre Theales
    1. Ochnaceae
    2. Sphaerosepalaceae
    3. Sarcolaenaceae
    4. Dipterocarpaceae
    5. Caryocaraceae
    6. Theaceae
    7. Actinidiaceae
    8. Scytopetalaceae
    9. Pentaphylacaceae
    10. Tetrameristaceae
    11. Pellicieraceae
    12. Oncothecaceae
    13. Marcgraviaceae
    14. Quiinaceae
    15. Elatinaceae
    16. Paracryphiaceae
    17. Medusagynaceae
    18. Clusiaceae

  3. Ordre Malvales
    1. Elaeocarpaceae
    2. Tiliaceae
    3. Sterculiaceae
    4. Bombacaceae
    5. Malvaceae

  4. Ordre Lecythidales
    1. Lecythidaceae

  5. Ordre Nepenthales
    1. Sarraceniaceae
    2. Nepenthaceae
    3. Droseraceae

  6. Ordre Violales
    1. Flacourtiaceae
    2. Peridiscaceae
    3. Bixaceae
    4. Cistaceae
    5. Huaceae
    6. Lacistemataceae
    7. Scyphostegiaceae
    8. Stachyuraceae
    9. Violaceae
    10. Tamaricaceae
    11. Frankeniaceae
    12. Dioncophyllaceae
    13. Ancistrocladaceae
    14. Turneraceae
    15. Malesherbiaceae
    16. Passifloraceae
    17. Achariaceae
    18. Caricaceae
    19. Fouquieraceae
    20. Hoplestigmataceae
    21. Cucurbitaceae
    22. Datiscaceae
    23. Begoniaceae
    24. Loasaceae

  7. Ordre Salicales
    1. Salicaceae

  8. Ordre Capparales
    1. Tovariaceae
    2. Capparaceae
    3. Brassicaceae
    4. Moringaceae
    5. Resedaceae

  9. Ordre Batales
    1. Gyrostemonaceae
    2. Bataceae

  10. Ordre Ericales
    1. Cyrillaceae
    2. Clethraceae
    3. Grubbiaceae
    4. Empetraceae
    5. Epacridaceae
    6. Ericaceae
    7. Pyrolaceae
    8. Monotropaceae

  11. Ordre Diapensiales
    1. Diapensiaceae

  12. Ordre Ebenales
    1. Sapotaceae
    2. Ebenaceae
    3. Styracaceae
    4. Lissocarpaceae
    5. Symplocaceae

  13. Ordre Primulales
    1. Theophrastaceae
    2. Myrsinaceae
    3. Primulaceae
5. Subclasse Rosidae
  1. Ordre Rosales
    1. Brunelliaceae
    2. Connaraceae
    3. Eucryphiaceae
    4. Cunoniaceae
    5. Davidsoniaceae
    6. Dialypetalanthaceae
    7. Pittosporaceae
    8. Byblidaceae
    9. Hydrangeaceae
    10. Columelliaceae
    11. Grossulariaceae
    12. Greyiaceae
    13. Bruniaceae
    14. Anisophylleaceae
    15. Alseuosmiaceae
    16. Crassulaceae
    17. Cephalotaceae
    18. Saxifragaceae
    19. Rosaceae
    20. Neuradaceae
    21. Crossosomataceae
    22. Chrysobalanaceae
    23. Surianaceae
    24. Rhabdodendraceae

  2. Ordre Fabales
    1. Mimosaceae
    2. Caesalpiniaceae
    3. Fabaceae

  3. Ordre Proteales
    1. Elaeagnaceae
    2. Proteaceae

  4. Ordre Podostemales
    1. Podostemaceae

  5. Ordre Haloragales
    1. Haloragaceae
    2. Gunneraceae

  6. Ordre Myrtales
    1. Sonneratiaceae
    2. Lythraceae
    3. Penaeaceae
    4. Crypteroniaceae
    5. Thymelaeaceae
    6. Trapaceae
    7. Myrtaceae
    8. Punicaceae
    9. Onagraceae
    10. Oliniaceae
    11. Melastomataceae
    12. Combretaceae

  7. Ordre Rhizophorales
    1. Rhizophoraceae

  8. Ordre Cornales
    1. Alangiaceae
    2. Nyssaceae
    3. Cornaceae
    4. Garryaceae

  9. Ordre Santalales
    1. Medusandraceae
    2. Dipentodontaceae
    3. Olacaceae
    4. Opiliaceae
    5. Santalaceae
    6. Misodendraceae
    7. Loranthaceae
    8. Viscaceae
    9. Eremolepidaceae
    10. Balanophoraceae

  10. Ordre Rafflesiales
    1. Hydnoraceae
    2. Mitrastemonaceae
    3. Rafflesiaceae

  11. Ordre Celastrales
    1. Geissolomataceae
    2. Celastraceae
    3. Hippocrateaceae
    4. Stackhousiaceae
    5. Salvadoraceae
    6. Aquifoliaceae
    7. Icacinaceae
    8. Aextoxicaceae
    9. Cardiopteridaceae
    10. Corynocarpaceae
    11. Dichapetalaceae

  12. Ordre Euphorbiales
    1. Buxaceae
    2. Simmondsiaceae
    3. Pandaceae
    4. Euphorbiaceae

  13. Ordre Rhamnales
    1. Rhamnaceae
    2. Leeaceae
    3. Vitaceae

  14. Ordre Linales
    1. Erythroxylaceae
    2. Humiriaceae
    3. Ixonanthaceae
    4. Hugoniaceae
    5. Linaceae

  15. Ordre Polygalales
    1. Malpighiaceae
    2. Vochysiaceae
    3. Trigoniaceae
    4. Tremandraceae
    5. Polygalaceae
    6. Xanthophyllaceae
    7. Krameriaceae

  16. Ordre Sapindales
    1. Staphyleaceae
    2. Melianthaceae
    3. Bretschneideraceae
    4. Akaniaceae
    5. Sapindaceae
    6. Hippocastanaceae
    7. Aceraceae
    8. Burseraceae
    9. Anacardiaceae
    10. Julianiaceae
    11. Simaroubaceae
    12. Cneoraceae
    13. Meliaceae
    14. Rutaceae
    15. Zygophyllaceae

  17. Ordre Geraniales
    1. Oxalidaceae
    2. Geraniaceae
    3. Limnanthaceae
    4. Tropaeolaceae
    5. Balsaminaceae

  18. Ordre Apiales
    1. Araliaceae
    2. Apiaceae
6. Subclasse Asteridae
  1. Ordre Gentianales
    1. Loganiaceae
    2. Retziaceae
    3. Gentianaceae
    4. Saccifoliaceae
    5. Apocynaceae
    6. Asclepiadaceae

  2. Ordre Solanales
    1. Duckeodendraceae
    2. Nolanaceae
    3. Solanaceae
    4. Convolvulaceae
    5. Cuscutaceae
    6. Menyanthaceae
    7. Polemoniaceae
    8. Hydrophyllaceae

  3. Ordre Lamiales
    1. Lennoaceae
    2. Boraginaceae
    3. Verbenaceae
    4. Lamiaceae

  4. Ordre Callitrichales
    1. Hippuridaceae
    2. Callitrichaceae
    3. Hydrostachyaceae

  5. Ordre Plantaginales
    1. Plantaginaceae

  6. Ordre Scrophulariales
    1. Buddlejaceae
    2. Oleaceae
    3. Scrophulariaceae
    4. Globulariaceae
    5. Myoporaceae
    6. Orobanchaceae
    7. Gesneriaceae
    8. Acanthaceae
    9. Pedaliaceae
    10. Bignoniaceae
    11. Mendonciaceae
    12. Lentibulariaceae

  7. Ordre Campanulales
    1. Pentaphragmataceae
    2. Sphenocleaceae
    3. Campanulaceae
    4. Stylidiaceae
    5. Donatiaceae
    6. Brunoniaceae
    7. Goodeniaceae

  8. Ordre Rubiales
    1. Rubiaceae
    2. Theligonaceae

  9. Ordre Dipsacales
    1. Caprifoliaceae
    2. Adoxaceae
    3. Valerianaceae
    4. Dipsacaceae

  10. Ordre Calycerales
    1. Calyceraceae

  11. Ordre Asterales
    1. Asteraceae

## ClasseLiliopsida
1. Subclasse Alismatidae
  1. Ordre Alismatales
    1. Butomaceae
    2. Limnocharitaceae
    3. Alismataceae

  2. Ordre Hydrocharitales
    1. Hydrocharitaceae

  3. Ordre Najadales
    1. Aponogetonaceae
    2. Scheuchzeriaceae
    3. Juncaginaceae
    4. Potamogetonaceae
    5. Ruppiaceae
    6. Najadaceae
    7. Zannichelliaceae
    8. Posidoniaceae
    9. Cymodoceaceae
    10. Zosteraceae

  4. Ordre Triuridales
    1. Petrosaviaceae
    2. Triuridaceae
2. Subclasse Arecidae
  1. Ordre Arecales
    1. Arecaceae

  2. Ordre Cyclanthales
    1. Cyclanthaceae

  3. Ordre Pandanales
    1. Pandanaceae

  4. Ordre Arales
    1. Acoraceae
    2. Araceae
    3. Lemnaceae
3. Subclasse Commelinidae
  1. Ordre Commelinales
    1. Rapateaceae
    2. Xyridaceae
    3. Mayacaceae
    4. Commelinaceae

  2. Ordre Eriocaulales
    1. Eriocaulaceae

  3. Ordre Restionales
    1. Flagellariaceae
    2. Joinvilleaceae
    3. Restionaceae
    4. Centrolepidaceae

  4. Ordre Juncales
    1. Juncaceae
    2. Thurniaceae

  5. Ordre Cyperales
    1. Cyperaceae
    2. Poaceae

  6. Ordre Hydatellales
    1. Hydatellaceae

  7. Ordre Typhales
    1. Sparganiaceae
    2. Typhaceae
4. Subclasse Zingiberidae
  1. Ordre Bromeliales
    1. Bromeliaceae

  2. Ordre Zingiberales
    1. Strelitziaceae
    2. Heliconiaceae
    3. Musaceae
    4. Lowiaceae
    5. Zingiberaceae
    6. Costaceae
    7. Cannaceae
    8. Marantaceae
5. Subclasse Liliidae
  1. Ordre Liliales
    1. Philydraceae
    2. Pontederiaceae
    3. Haemodoraceae
    4. Cyanastraceae
    5. Liliaceae
    6. Iridaceae
    7. Velloziaceae
    8. Aloeaceae
    9. Agavaceae
    10. Xanthorrhoeaceae
    11. Hanguanaceae
    12. Taccaceae
    13. Stemonaceae
    14. Smilacaceae
    15. Dioscoreaceae

  2. Ordre Orchidales
    1. Geosiridaceae
    2. Burmanniaceae
    3. Corsiaceae
    4. Orchidaceae